# 세레체 카마
세레체 고이체벵 마피리 카마(영어: Seretse Goitsebeng Maphiri Khama, 1921년 7월 1일~1980년 7월 13일)는 1966년부터 1980년 사망할 때까지 보츠와나의 초대 대통령을 역임한 보츠와나의 정치인이었다.
당시 영국의 보호령이었던 베추아날란드의 영향력 있는 왕실에서 태어난 그는 인근 국가인 남아프리카 공화국에서 해외 교육을 받은 후 영국에서 교육을 받았다. 영국에 있는 동안 그는 루스 윌리엄스라는 영국 여성과 결혼했는데, 이 결정은 남아프리카 공화국의 백인 소수 정부의 반대에 부딪혔고, 이로 인해 영국 정부는 그를 영국과 남아프리카 공화국의 관계를 악화시키지 않기 위해 망명 상태로 영국에 머물게 만들었다는 논란을 불러일으니다.
망명이 끝난 후 카마는 자기 나라의 독립 운동과 영국 통치에서 독립 국가로의 전환을 이끌었다. 1962년 보츠와나 민주당을 창당하고 1965년 총리가 되었다. 1966년 보츠와나는 독립을 쟁취하고 카마가 초대 대통령으로 선출되었다. 대통령 재임 기간 동안 보츠와나는 급속한 경제 및 사회 발전을 이루었다. 카마는 1980년 사망할 때까지 대통령직을 수행했으며, 그 뒤를 이어 퀘트 마시레가 취임했다. 그의 아들 이언 카마는 2008년부터 2018년까지 보츠와나의 네 번째 대통령으로 재임했다.

## 어린 시절 및 교육
세레체 카마는 1921년 당시 베추아날란드 보호령이었던 세로웨에서 태어났다. 그는 츠와나인의 바망와토 가문의 가장 중요한 족장인 테보고 여왕과 세코마 카마 2세의 아들이자 그들의 왕인 카마 3세의 손자였다. 세레체라는 이름은 "결합하는 점토"라는 뜻이다. 그는 최근 아버지와 할아버지의 화해를 기념하기 위해 이 이름을 지었으며, 이 화해는 1925년 고령의 아버지가 사망하면서 세레체가 왕위에 오를 수 있도록 보장했다. 4살 때 세레세는 삼촌 체케디 카마를 섭정 겸 후견인으로 삼아 크고시 (왕)가 되었다.
젊은 시절 남아프리카 공화국의 타이거 클루프 교육 기관에서 교육을 받은 후, 카마는 그곳의 포트헤어 대학교에 입학하여 1944년에 인문사회 학사 학위를 취득했다. 그는 영국으로 건너가 옥스퍼드의 베일리얼 칼리지에서 1년 동안 공부했다. 이후 1946년 런던의 이너 템플에 합류하여 변호사가 되기 위해 공부했다.

## 결혼 및 망명
1947년 6월, 카마는 로이즈의 영어 사무원인 루스 윌리엄스를 만났다. 1년간의 구애 끝에 그들은 결혼했다. 인종간 결혼은 법적 아파르트헤이트 (인종 분리)를 확립한 남아프리카 연방과 그들의 여성 중 한 명을 선택하지 않은 것에 분노한 바망와토 부족 원로들을 놀라게 하며 분노를 불러일으켰다.
결혼 소식을 들은 후, 카마의 삼촌 체케디 카마는 베추아날란드로 돌아가 결혼을 무효화할 것을 요구했다. 카마는 세로웨로 돌아갔다. 일련의 크고틀라스 (공개 회의) 후, 1949년에 장로들에 의해 크고시로서의 역할이 재확인되었다. 루스 윌리엄스 카마는 새 남편과 함께 여행하면서 비슷한 인기를 얻었다. 패배를 인정한 체케디 카마는 바캉와토 보호구역을 떠나 자발적으로 바크웨나 보호구역으로 망명했고, 카마는 학업을 마치기 위해 런던으로 돌아갔다.

### 영국-남아프리카 공화국 관계에 미치는 영향
그러나 그의 결혼으로 인한 국제적 파급 효과는 쉽게 해결되지 않았다. 1949년 아파르트헤이트 체제 하에서 인종 간 결혼을 금지한 남아프리카 공화국 정부는 북부 국경 바로 너머에서 인종 간 결혼을 금지하는 것에 반대했다. 이 부부는 당시 베추아날란드의 행정 수도였던 마피켕을 포함한 남아프리카 공화국으로의 입국이 금지되었다. 베추아날란드는 식민지가 아닌 영국의 보호령이었기 때문에 남아프리카 공화국 정부는 즉시 영국에 카마를 그의 족장직에서 해임하도록 압력을 가했다.
당시 제2차 세계 대전으로 막대한 부채를 지고 있던 영국 노동당 주도의 클레멘트 애틀리 정부는 값싼 남아프리카 공화국 금과 우라늄 공급을 잃을 여유가 없었다. 또한 남아프리카 공화국이 경제 제재나 군사 침공 등 베추아날란드에 대해 더 직접적인 조치를 취할 수 있다고 우려했다. 런던에 기반을 둔 흑인 민권 지도자 빌리 스트래천은 세레체 카마 전투 위원회의 공동 비서로 활동했으며, 카마를 옹호하는 편지를 썼고, 이 편지는 맨체스터 가디언에 게재되었다. 1950년 3월 28일, 영국 노동당 의원인 페너 브록웨이는 노동당 정부가 세레체 카마를 고향에서 추방하기로 한 결정에 대해 하원에서 토론을 강요하면서, 그가 루스 윌리엄스와 결혼했다는 이유로 그를 바망와토 사람들의 추장으로 인정하는 것을 보류했다.
영국 정부는 카마의 족장 적합성에 대한 사법 조사를 실시했다. 조사 결과, 그는 인종 간 결혼을 부정하지 않았으며, "하지만 불행한 결혼으로 인해" 바망와토를 통치할 수 있는 능력이 뛰어나다고 보고했다. 이는 인근 아파르트헤이트 정권과의 좋은 관계를 방해했다. 정부는 이 보고서를 30년 동안 유지할 것이며, 1951년에 카마와 그의 아내를 베추아날란드에서 추방할 것을 명령했다.

## 정치 복귀

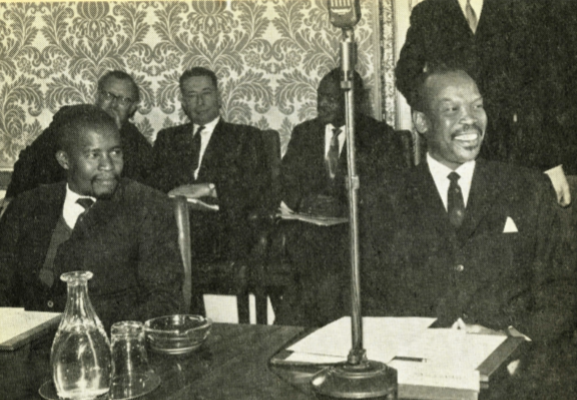
1965년 보츠와나 독립 회담에서 카마 (오른쪽 앞좌석)가 미래 부통령이자 후임자인 퀘트 마시레와 함께하고 있다.

영국 정부의 카마 관련 결정은 즉시 영국과 베추아날란드 모두에서 논란의 여지가 있었다. 몇몇 영국 신문사들은 이 결정에 책임이 있는 장관인 솔즈베리 경의 사임을 요구했다. 여섯 명의 바망와토 대표단은 추방된 카마와 솔즈베리 경을 만나기 위해 런던으로 이동했는데, 이는 1895년 세 명의 바트와나 크고시가 빅토리아 여왕에게 파견된 것을 반영한 것이었다. 그러나 영국 고등판무관회의 명령에 따라 카마를 대체할 적합한 후보를 찾으려 했으나, 바망와토는 이 명령을 거부했다.
1956년, 카마와 그의 아내는 부족 왕좌를 포기한 후 개인 시민으로 베추아날란드로 돌아갈 수 있었다. 카마는 소 목장주로서 실패한 기간을 시작했다. 그는 지역 정치에 참여하게 되었고, 1957년 부족 의회의 비서로 선출되었다. 1961년 생일 기념식에서 그는 대영 제국 훈장(OBE) 장교로 임명되어 부족 비서로서의 공로를 인정받았다.
1961년, 카마는 베추아날란드 민주당(BDP)을 창당하여 정계에 복귀했다. 그의 망명은 독립을 지향하는 유권자들에게 신뢰를 높여주었고, BDP는 사회주의 및 범아프리카주의 경쟁자들을 제치고 1965년 선거에서 우위를 점했다. 베추아날란드의 총리로서 카마는 새로 설립된 수도 가보로네에 기반을 두고 보츠와나의 독립을 계속 추진했다. 1965년 헌법은 새로운 보츠와나 정부를 규정했고, 1966년 9월 30일, 보츠와나가 독립을 쟁취했다. 새 헌법에 따라 카마는 초대 대통령이 되었다. 그 열흘 전, 엘리자베스 2세는 대영 제국 훈장 내에서 카마를 승진시켜 기사단장(KBE)으로 임명했다.

## 대통령직
1966년 독립 당시 보츠와나는 대부분의 다른 아프리카 국가들보다 가난한 세계에서 세 번째로 가난한 나라였다. 보츠와나의 인프라는 포장 도로가 12km에 불과했고, 정규 교육을 받은 사람은 거의 없었으며, 대학 졸업생은 22명, 중등학교 졸업생은 100명에 불과했다.
카마는 소고기, 구리, 다이아몬드를 중심으로 한 수출 기반 경제로 국가를 변화시키기 위한 강력한 경제 프로그램을 시작했다. 1967년 오라파 다이아몬드 매장지 발견은 이 프로그램에 도움이 되었다.
카마는 다른 많은 신생 아프리카 국가들의 골칫거리인 부패에 대해 강력한 조치를 취했다. 아프리카의 다른 국가들과 달리 그의 행정부는 경제발전을 촉진하기 위해 자유 시장 친화적인 정책을 채택했다. 카마는 광산 회사에 낮고 안정적인 세금을 약속하고 무역을 자유화하며 개인의 자유를 증진시켰다. 그는 탈세와 부패를 막기 위해 낮은 한계 소득세율을 유지했다. 그는 내전, 인종적 적대감, 부패에 휩싸인 지역에서 자유민주주의와 반인종주의를 옹호했다.
소규모 공공 서비스는 효율적이고 비교적 부패가 없는 관료제로 변모하여 공로에 따라 노동자를 고용했다. 관료제를 즉시 "원시화"하라는 요구는 거부되었고, 정부는 적절한 자격을 갖춘 현지인이 이들을 대체할 수 있을 때까지 관료제에서 일하는 외국인 주재원을 유지했다. 카마와 그의 사람들은 또한 국제 고문과 컨설턴트를 고용했다. 광산 회사들은 더 많은 자원을 찾기 위해 나라를 수색하도록 장려되었고, 이로 인해 구리, 니켈, 석탄 매장지가 추가로 발견되었다.
1960년부터 1980년까지 보츠와나는 세계에서 가장 빠르게 성장하는 경제를 가지고 있었다. 이러한 성장은 주로 광업에 의해 주도되었으며, 정부는 수익의 더 큰 비율을 차지하기 위해 노력했다. 보츠와나와 남아프리카 공화국 간의 관세 동맹은 1969년에 재협상되었고, 보츠와나 정부는 자체적으로 더 많은 채굴 수익을 확보했다. 1975년, 이러한 광산들이 얼마나 생산적인지 명확해진 후, 정부는 다이아몬드 채굴 협정을 다시 재협상하여 수익의 50%를 보장했다. 1970년대 중반까지 보츠와나는 예산 흑자를 기록했다.
정부는 이러한 수입을 인프라 확장, 의료 서비스, 교육 시스템에 막대한 투자를 하여 추가적인 경제 발전을 이루었다. 특히 정부는 다른 경제 성장 원천에도 투자했다. 소 산업은 막대한 보조금을 받았으며, 정부는 국가 유일의 도축장을 국유화하고 수의학 서비스, 백신, 가축 울타리 건설에 막대한 보조금을 지급하는 두 곳을 추가로 건설했다. 정부는 보츠와나 육류 위원회를 국내 유일의 소고기 판매업체로 설립하여 가격을 책정하고 지역 및 국제 시장에 소고기를 판매했다. 카마의 직접적인 개입으로 유럽 경제 공동체와 수익성 높은 무역 협정을 협상하여 세계 수준을 훨씬 상회하는 가격을 얻었다. 카마는 또한 보츠와나 최초의 고등 교육 기관을 설립하기 위한 국가 기금 모금 캠페인을 주도했으며, 이를 통해 1982년 카마가 사망한 후 보츠와나 대학교가 설립되었다.
보츠와나 개발 공사는 1970년에 농작물 농업, 관광, 그리고 제2차 산업에 대한 외국인 투자를 유치하기 위해 설립되었다. 1976년에는 남아프리카 공화국 랜드를 국가 통화로 대체하는 보츠와나 풀라가 도입되었다.
카마는 1969년, 1974년, 1979년 선거에서 BDP가 쉽게 승리한 덕분에 세 번 재선되었다. 보츠와나에서는 국회의원 후보들이 지명 서류를 제출할 때 누구를 지지하는지 선언하고, 과반수의 지지를 받은 대통령 후보가 자동으로 선출된다. 그는 재임 기간 내내 매우 큰 다수를 차지하며 통치했으며, 야당 의원 7명 이상과 맞붙지 않았다.

## 사망
카마는 사망하기 전 몇 년 동안 건강이 악화되었다. 그는 심장과 신장 질환을 앓았다. 1960년에 그는 당뇨병 진단을 받았다. 1976년에 그는 요하네스버그에서 심장 수술을 받아 심박 조율기를 설치했다. 그 이후로 그는 치료를 받기 위해 런던으로 자주 날아갔다. 1980년 6월, 런던에서 치료를 받던 중 카마는 말기 췌장암 진단을 받았다. 치료가 불가능하다고 판단되어 그는 귀국했다.
카마는 1980년 7월 13일, 보츠와나에서 아내의 입회하에 잠결에 사망했다. 그의 사망 후, 카마는 부통령 퀘트 마시레가 뒤를 이었다. 카마의 시신이 가보로네에 안치되자 4만 명의 사람들이 카마에게 경의를 표했다. 그는 중부구 세로웨의 언덕에 있는 왕립 묘지에 안장되었다.